# 森木亮
森木 亮（もりき あきら、1935年9月7日 - 2019年6月26日）は、日本の経済評論家。

## 経歴
東京都出身。1958年早稲田大学商学部卒業。同年三菱信託銀行に入行、調査部に勤務する。1978年に同行を退職の後、民社党に入党し1979年と1980年の総選挙（旧東京5区）と1983年、1986年、1989年の参院選（比例区）に立候補したものの何れも落選している。
政治活動の傍ら、言論人懇話会に関わり「言論人」主幹を務めた後、経済工学研究所所長兼理事長として経済評論活動を行った。白鷗大学講師。